# 葡萄酒中的酸

釀酒葡萄中各種酸的分佈圖

葡萄酒中的酸是葡萄酒釀製中需要考慮到的重要成份之一。存在於葡萄和葡萄酒中的酸會影響到葡萄酒的色澤、口感，此外還有助於發酵並可以防止葡萄酒受細菌污染。大部分葡萄酒的pH值在2.9至3.9之間。一般來講，pH值越低，葡萄酒越酸。然而葡萄酒的總酸度和pH值之間並沒有必然的聯繫，亦即存在高pH值且高酸度的葡萄酒。
葡萄中主要有三種酸，即酒石酸、蘋果酸和檸檬酸。在葡萄酒釀製過程中，起主要作用的酸是醋酸、酪酸、乳酸和琥珀酸。有些時候釀製葡萄酒也會加入額外的酸，例如抗壞血酸、山梨酸和亞硫酸等。

## 酒石酸

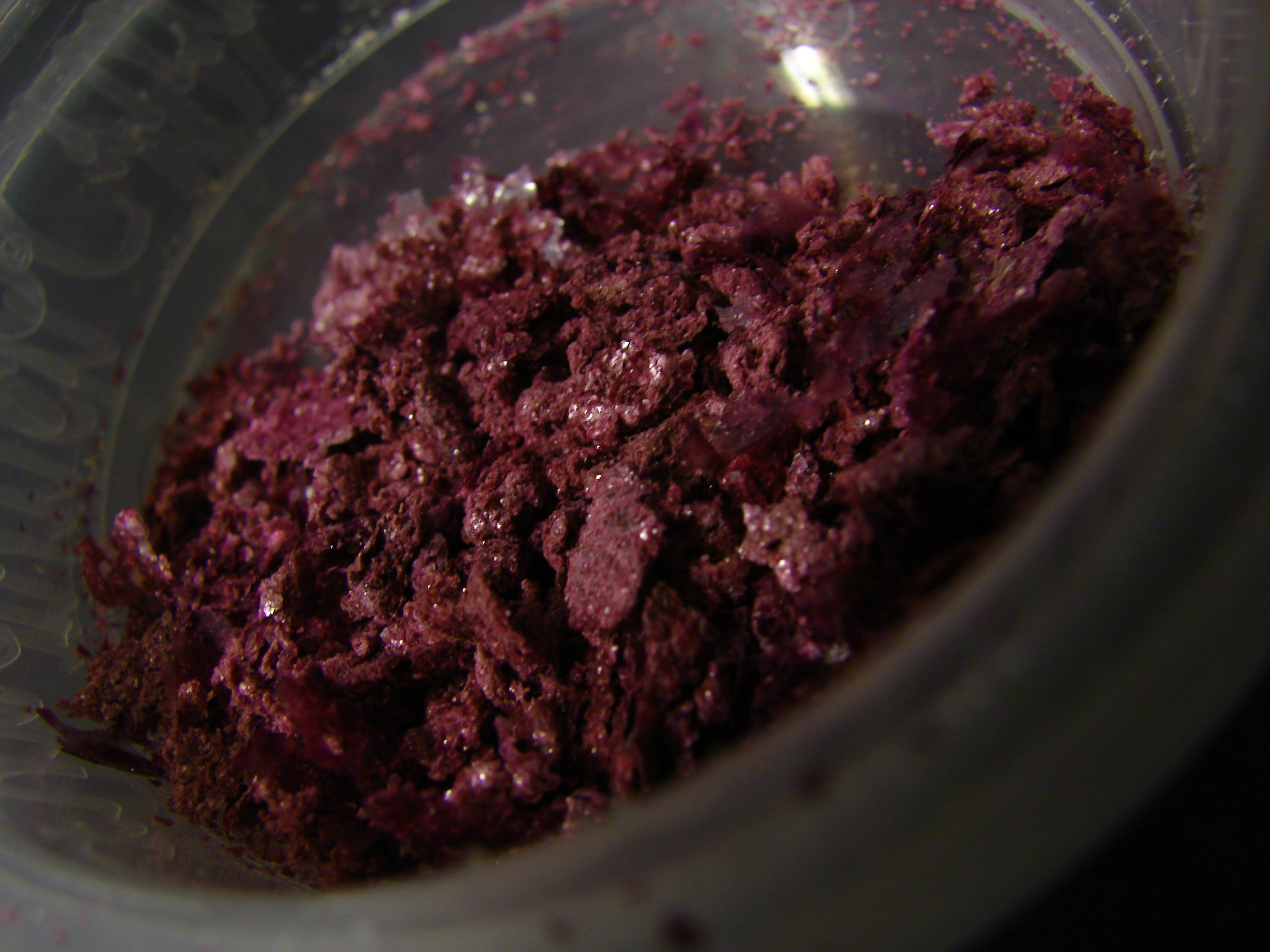
酒石酸給予葡萄酒深紅的色澤，圖為酒石酸晶體

酒石酸可以保持葡萄酒的化學穩定性和色澤，進而影響成品的口感。酒石酸是一種不揮發酸，其富含程度取決於葡萄種類和葡萄園的土壤。帕羅米諾天然就含有高濃度的酒石酸，而黑比諾和馬爾貝克所含酒石酸濃度就較低。花季時酒石酸聚集在花朵中，結果後便進入葡萄中。隨著葡萄的成熟，酒石酸並不會像蘋果酸一樣自然由呼吸代謝掉，所以整個葡萄成長季其程度都是相對穩定的。
葡萄中多半的酒石酸都不是獨立的，而是以酒石酸氫鉀的形式存在。發酵時，這些酒石酸鹽將會和殘渣堆積到一起，這些物質最終有半數會溶入葡萄酒中。而釀好的葡萄酒的瓶中有時會出現結晶的酒石酸，形狀如同碎玻璃，一般並沒有害處。釀酒人常會使用低溫穩固的方法使其析出。

## 蘋果酸

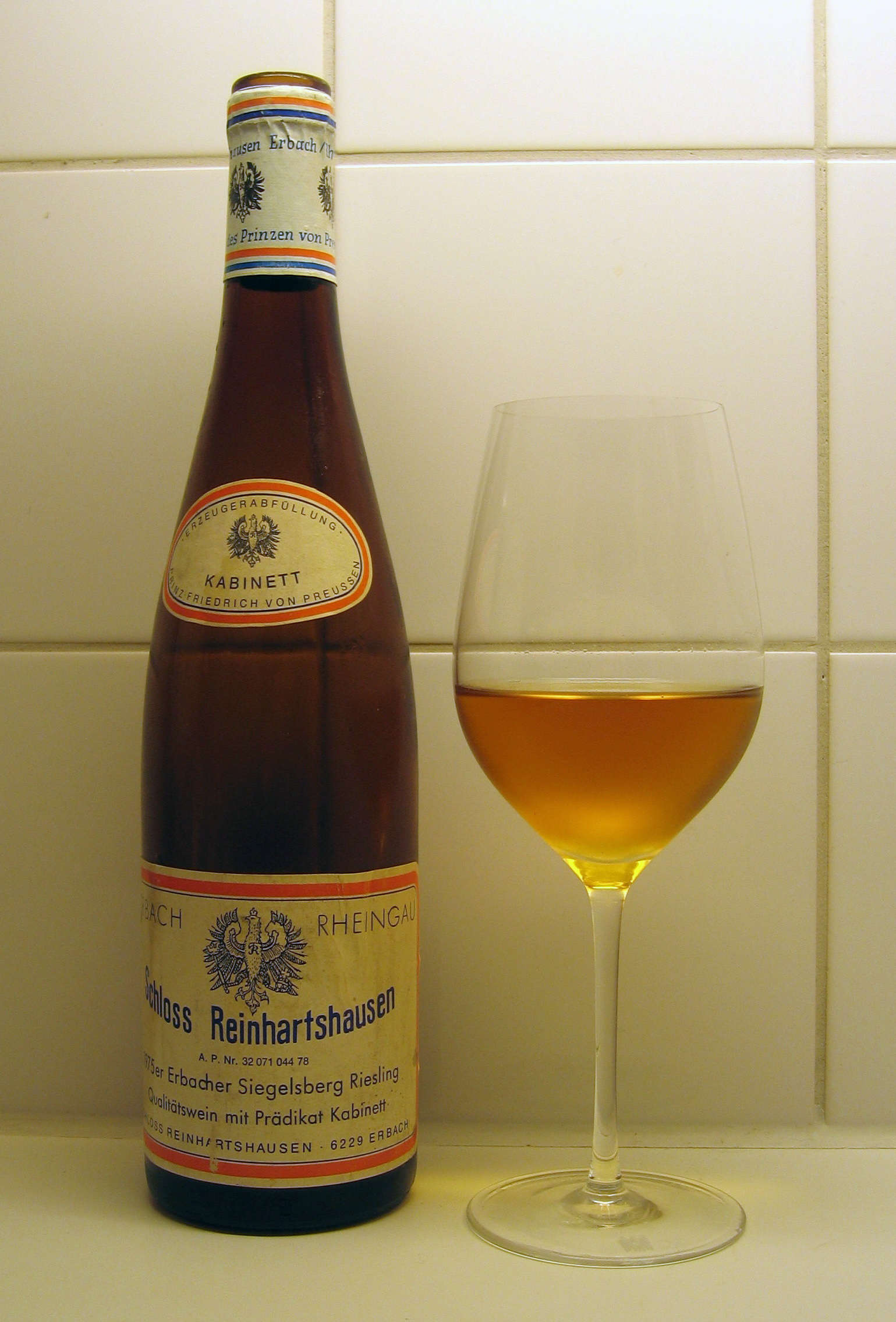
一瓶來自德國萊茵高葡萄酒產區的雷司令。來自這些氣候寒冷的產區的葡萄酒會含有更多的蘋果酸。

蘋果酸和酒石酸一樣屬於發現於葡萄中的有機酸。其是葡萄成長時傳遞能量時酶促反應需要的化學物質，不同的葡萄所含蘋果酸的濃度也不一樣，例如佳麗釀、希瓦那等就較其他葡萄高。在葡萄開始著色成熟時蘋果酸濃度達到最高，最高可達20克/升。隨著葡萄的成長，蘋果酸會逐漸被植物呼吸代謝掉，在收穫時便會低至1到9克每升。這種蘋果酸減少現象在暖季尤為顯著，所有蘋果酸全部消失的情況被稱作過度成熟或老化。如果發生了這種情況，釀酒人必須在釀酒時加入額外的酸以補償這部分損失。
蘋果酸在葡萄酒釀製的乳酸發酵過程中會進一步減少，它們將轉化為柔和的乳酸。原因是蘋果酸為多元酸，而乳酸為一元酸，因此酸度減半。雖然像在白詩南和雷司令中，這種轉換可以導致奶油等特殊的風味，但未必對全部的葡萄酒來說都是有益的。一般來說，紅酒較白酒更適合于進行乳酸發酵，因此後者也就含有更高的蘋果酸度。

## 檸檬酸
檸檬酸只存在於少數葡萄中，且常常只有酒石酸的二十分之一。不過因為蔗糖溶液發酵的緣故，葡萄酒中卻常會有這種酸，釀酒人們會用其來提高葡萄酒的總酸度。因為會使用檸檬酸會使得葡萄酒產生激烈的檸檬味，所以使用時需小心。在需要加入檸檬酸時，通常須已完成主要的葡萄酒酒精發酵。歐盟國家禁止使用檸檬酸酸化葡萄酒，但在不可使用亞鐵氰化鉀時，可以使用其來除去葡萄酒中的鐵和銅。

## 乳酸

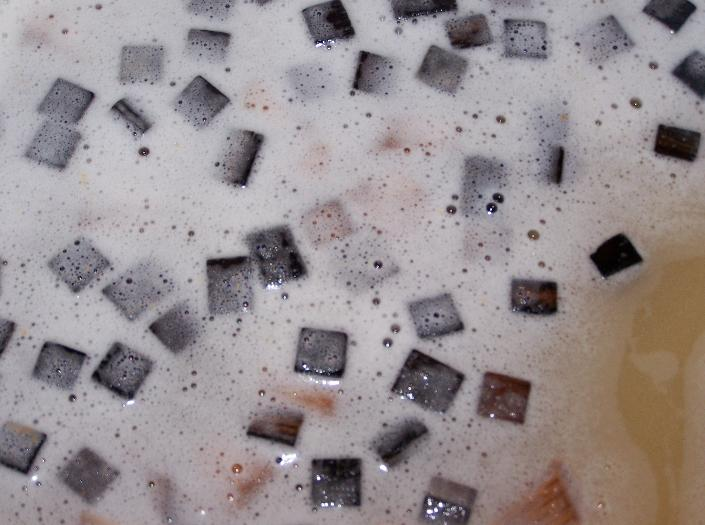
莎當妮常會在木桶中進行乳酸發酵，產生乳酸會使其有奶油般的口感

乳酸比酒石酸和蘋果酸柔和得多，它常被用“牛奶般的”來稱呼，實際上其確實也是酸奶中的主要酸。在葡萄酒釀製中，乳酸經由酒球菌屬、片球菌屬和乳桿菌屬三屬乳酸菌將糖與蘋果酸轉化而來，既消除了蘋果酸的澀感，又增添了新的柔和風味。不希望葡萄酒進行乳酸發酵的釀酒人可以使用二氧化硫來使乳酸菌失效，在裝桶時也需格外留意，因為一旦一個木桶被用於乳酸發酵產酒，那麼今後木桶間隙里必然會藏有乳酸菌。

## 其他
醋酸是葡萄酒釀製設計的酸中揮發性最強的，它會導致醋般的口感。 在發酵時，酵母菌會自然而然地產出一些醋酸。如果葡萄酒暴漏于氧氣中，醋酸菌會將酒精轉化為醋酸。這一過程叫做“醋化作用”，過度的醋酸將會使得葡萄酒質量受損。即便不是品酒師，一般人也可以在醋酸濃度達到600毫克每升時感覺出來。
在葡萄著色成熟前就可以發現抗壞血酸，但在成熟過程中迅速消失。在葡萄酒釀製過程中，抗壞血酸被當做一種抗氧化劑使用，常在白葡萄酒裝瓶時加入。歐盟國家限制每升葡萄酒中不得含有150毫克以上的抗壞血酸。
酪酸並沒有太大的用處，如果不能防止其產生，葡萄酒將會有腐爛黃油的味道。而山梨酸則可以抑制真菌、細菌和酵母菌的增長，但不會影響乳酸菌。歐盟國家不允許每升葡萄酒中有超過200毫克的山梨酸，而大多數人類都可以察覺出135毫克每升的山梨酸，敏感者甚至可以察覺到50毫克每升的山梨酸。但是山梨酸也會導致葡萄酒含有腐爛的“天竺葵葉子”的味道。
琥珀酸是葡萄酒種常見的酸，也存在於成熟的葡萄中。紅酒用釀酒葡萄中含量較高。它是在葡萄酒發酵時酵母菌的氮代謝中的副產品。琥珀酸可以令葡萄酒產生溫和的水果味。